# Sinohaplotropis elunchuna
Sinohaplotropis elunchuna är en insektsart som beskrevs av Cao, C. och X.-c. Yin 2008. Sinohaplotropis elunchuna ingår i släktet Sinohaplotropis och familjen Pamphagidae. Inga underarter finns listade i Catalogue of Life.